# Серен
Серен (на френски: Seraing) е град в Югоизточна Белгия, окръг Лиеж на провинция Лиеж. Населението му е около 60 700 души (2006).

## Известни личности
Родени в Серен
- Лионел Кокс (р. 1981), състезател по спортна стрелба
- Жюлиан Лао (1884-1950), политик
- Руди Ленърс (р. 1952), барабанист

Починали в Серен
- Жюлиан Лао (1884-1950), политик
- Андре Ренар (1911-1962), общественик